# Erkki Kivinen
Erkki Oskari Kivinen, född 11 april 1903 i Pälkjärvi, död 4 oktober 1985 i Helsingfors, var en finländsk myr- och markforskare.
Kivinen, som var son till jordbrukare Matti August Kivinen och Miina Löfgren, blev student 1922, agronomie- och forstkandidat 1927, agronom 1927, agronomie- och forstlicentiat och agronomie- och forstdoktor 1933. Han var assistent i Finska mosskulturföreningen 1928–1931, agrogeolog vid Lantbruksförsöksanstaltens markforskningsavdelning 1932–1942, docent för torvmarksundersökningar vid Helsingfors universitet 1935–1942 och professor i agrikulturkemi och -fysik 1942–1971. Han var dekanus i agrikultur- och forstvetenskapliga fakulteten 1945–1954, prorektor 1954–1962 och rektor 1962–1971. 
Kivinen var ledare för inventering av odlingsbara jordar i Lantbruksministeriets kolonisationsavdelning 1943–1946. Han var sekreterare vid Lantbruksvetenskapliga samfundet i Finland 1935–1938, ordförande i Geologiska sällskapet i Finland 1941–1942, i Suomalaisten kemistien seura 1946, i Lantbruksvetenskapliga samfundet 1947–1948, i Suoseura 1950–1952, i styrelsen för Mosskulturföreningen från 1952 och inspektor för Karjalainen Osakunta 1948–1962. Han var ordförande i olika kommittéer och i förvaltningsnämnden för universitetets undervisningsgårdar. 
Kivinen ägnade sig främst åt torvforskning och annan markkemisk och -fysikalisk forskning och skapade en inhemsk skola på området; bland hans arbeten märks läroboken Suotiede (1948). Han blev ledamot av Finska Vetenskapsakademien 1949, korresponderande ledamot av Det Norske Myrselskap 1946, av Verbandes Deutscher Landwirtschaftlicher Untersuchungs- und Forschungsanstalten (VDLUFA) 1954, Akademie der Landwirtschaftswissenschaften zu Berlin 1958, utländsk ledamot av Kungliga Lantbruksakademien 1954 och hedersledamot av Agronomiska föreningen 1957.